# 宇多野車站
宇多野站（日语：／ Utano eki */?）位於京都府京都市右京區宇多野長尾町，是京福電氣鐵道北野線的鐵路車站。車站編號為B4。

## 歷史

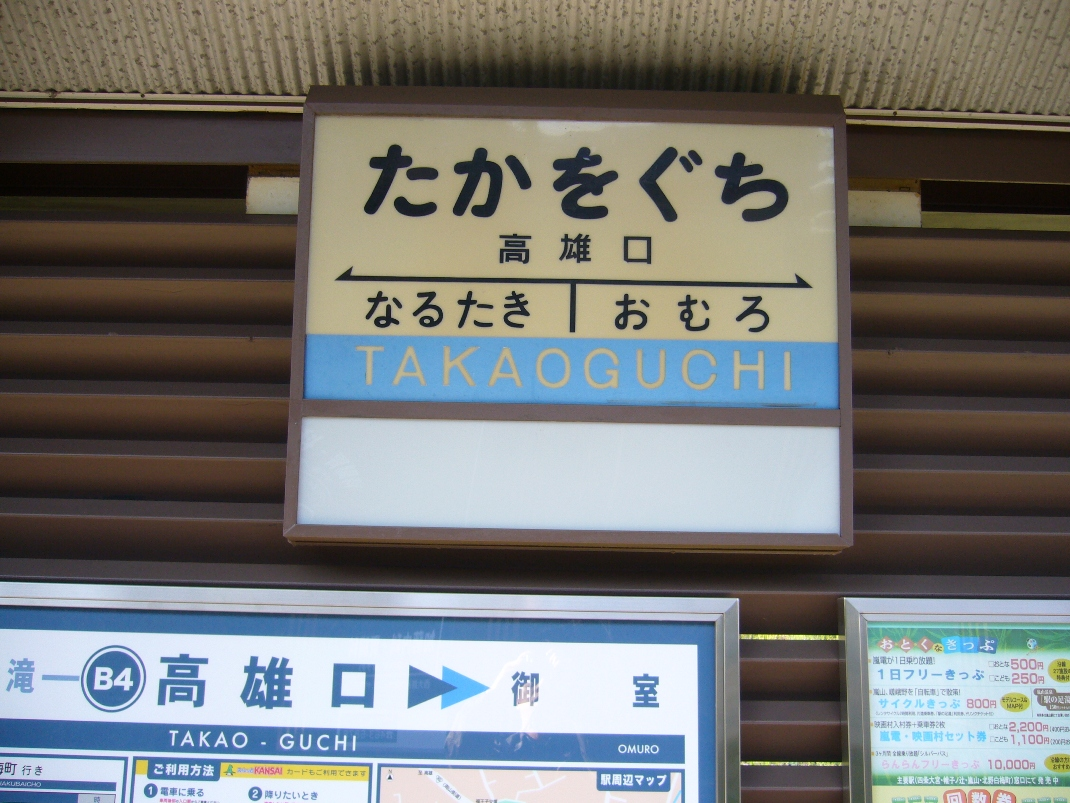
高雄口站時代的站名標示(2007年3月)

開業時的站名為高雄口站（たかおぐちえき），站名由來為本地作為往西北方的風景名勝高雄的玄關而來。本站曾使用歷史假名遣的平假名標記站名為「たかをぐち」。另外羅馬拼音標示則為「TAKAOGUCHI」。
- 1925年（大正14年）11月3日 - 隨著京都電燈經營的嵐山電鐵北野線北野站 - 高雄口站間開業之際，本站隨之開業，當時站名為高雄口站[2]。
- 1926年（大正15年）3月10日 - 高雄口 - 帷子之辻間開業。可在帷子之辻站轉乘嵐山本線[2]。
- 1942年（昭和17年）3月2日 - 由於路線繼承，成為京福電氣鐵道的車站[2]。
- 2007年（平成19年）3月19日 - 改稱為宇多野站[2]。

## 車站構造

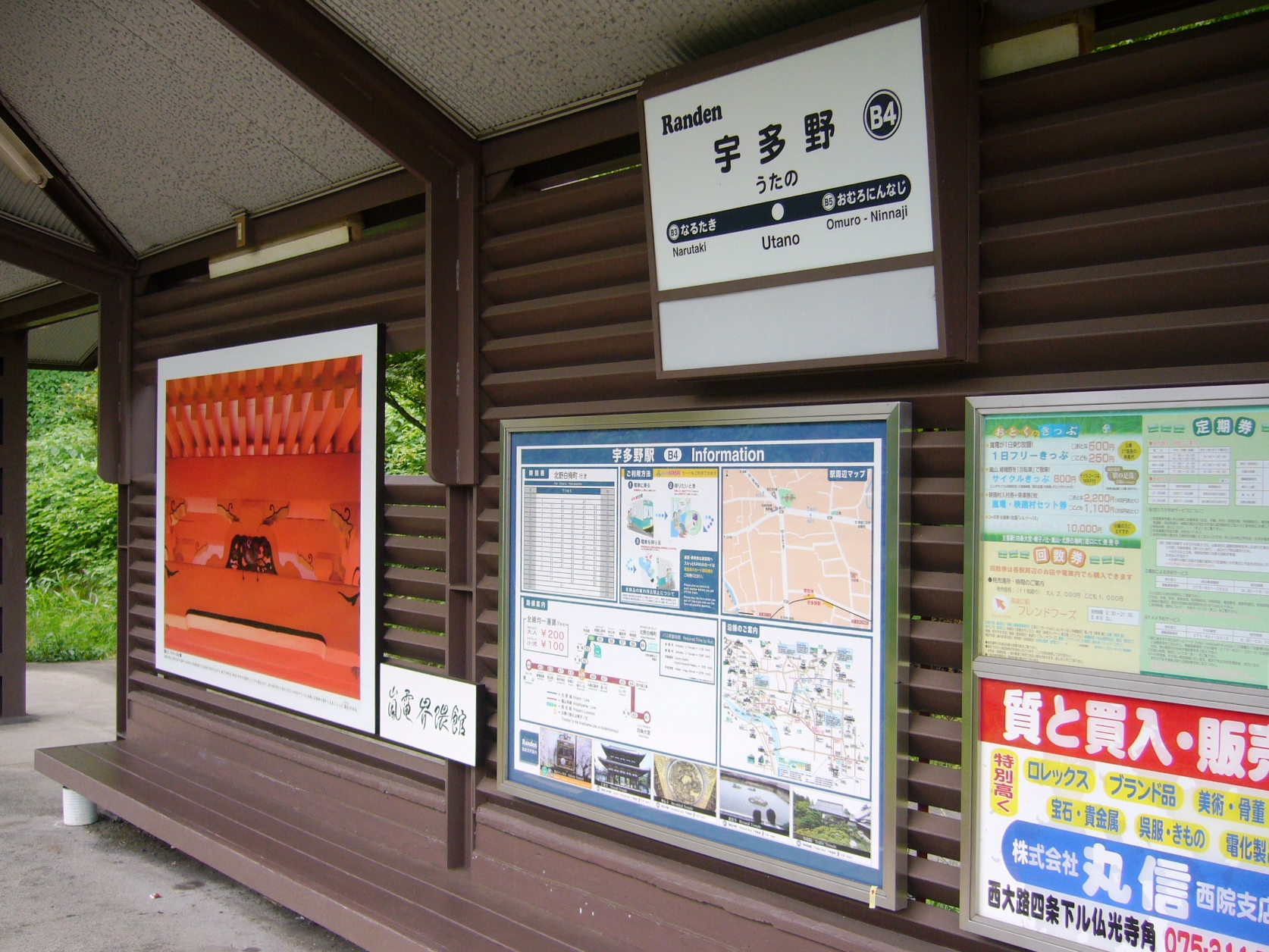
車站的各種公告(2007年9月)

千鳥式2面1線的地面車站。往帷子之辻方向的月台東側有一個出口，往北野白梅町方向則有兩個出口。

## 車站周邊
- 京都市立宇多野小學校
- 嵯峨野醫院
- 聖耶穌會本部、嵯峨野教會
- 京都宇多野郵局
- 福王子神社
- 西日本JR巴士、京都市營巴士 - 福王子公車站

## 相鄰車站
京福電氣鐵道
 北野線
御室仁和寺（B5）－宇多野（B4）－鳴瀧（B3）

## 外部連結
- 宇多野站 （页面存档备份，存于） - 京福電氣鐵道